# George Cowl
Pour les articles homonymes, voir Cowl.
George Cowl, né le 24 février 1878 à Blackpool (Angleterre) et mort le 4 avril 1942 à Los Angeles (Californie), est un acteur et réalisateur américain d'origine britannique.

## Filmographie partielle
Comme acteur
- 1917 : The Stolen Paradise de Harley Knoles
- 1923 : The Prisoner de Jack Conway
- 1934 : Quand une femme aime (Riptide) d'Edmund Goulding
- 1934 : What Every Woman Knows de Gregory La Cava
- 1937 : La Vie privée du tribun (Parnell) de John M. Stahl
- 1937 : Un jour aux courses (A Day at the Races) de Sam Wood
- 1937 : La Vie facile (Easy Living) de Mitchell Leisen
- 1937 : Marie Walewska de Clarence Brown et Gustav Machatý
- 1942 : La Clé de verre (The Glass Key) de Stuart Heisler